# Фьюморбо-Кастелло
Фьюморбо-Кастелло (корс. Fiumorbo-Castello) — один из 22 кантонов департамента Верхняя Корсика, региона Корсика, Франция. INSEE код кантона — 2B08. Все коммуны Фьюморбо-Кастелло находятся в округе Корте. Кантон был создан в 2015 году.

## История
По закону от 17 мая 2013 и декрету от 14 февраля 2014 года количество кантонов в департаменте Верхняя Корсика уменьшилось с 30 до 15. Новое территориальное деление департаментов на кантоны вступило в силу во время выборов 2015 года. Таким образом, кантон Фьюморбо-Кастелло был образован 22 марта 2015 года. Он был сформирован из бывших кантонов Прунелли-ди-Фьюморбо (7 коммун), Веццани (7 коммун).

## Коммуны кантона
В кантон входят 14 коммун, из них главной коммуной является Прунелли-ди-Фьюморбо.
| №     | Индекс | Коммуна                | Оригинальное название  | Площадь, км² | Население, чел. (2012) |
| ----- | ------ | ---------------------- | ---------------------- | ------------ | ---------------------- |
| 2B342 | 20240  | Вентизери              | Ventiseri              | 46,7         | 2357                   |
| 2B347 | 20242  | Веццани                | Vezzani                | 46,32        | 322                    |
| 2B124 | 20227  | Гизони                 | Ghisoni                | 124,6        | 223                    |
| 2B135 | 20243  | Изолаччо-ди-Фьюморбо   | Isolaccio-di-Fiumorbo  | 40,89        | 361                    |
| 2B366 | 20240  | Киза                   | Chisa                  | 28,92        | 98                     |
| 2B149 | 20240  | Луго-ди-Нацца          | Lugo-di-Nazza          | 25,41        | 115                    |
| 2B177 | 20242  | Ночета                 | Noceta                 | 18,66        | 54                     |
| 2B236 | 20240  | Поджо-ди-Нацца         | Poggio-di-Nazza        | 32,79        | 173                    |
| 2B251 | 20243  | Прунелли-ди-Фьюморбо   | Prunelli-di-Fiumorbo   | 37,41        | 3483                   |
| 2B229 | 20242  | Пьетрозо               | Pietroso               | 25,76        | 244                    |
| 2B263 | 20242  | Роспильяни             | Rospigliani            | 9,82         | 84                     |
| 2B365 | 20243  | Сан-Гавино-ди-Фьюморбо | San-Gavino-di-Fiumorbo | 22,17        | 157                    |
| 2B277 | 20243  | Серра-ди-Фьюморбо      | Serra-di-Fiumorbo      | 43,2         | 317                    |
| 2B283 | 20240  | Соларо                 | Solaro                 | 93,36        | 682                    |

## Политика
Согласно закону от 17 мая 2013 года избиратели каждого кантона в ходе выборов выбирают двух членов генерального совета департамента разного пола. Они избираются на 6 лет большинством голосов по результату одного или двух туров выборов.
В первом туре кантональных выборов 22 марта 2015 года в Фьюморбо-Кастелло баллотировались 3 пары кандидатов (явка составила 72,13 %). Во втором туре 29 марта Маринет Филиппи и Пьер Симеон де Буокберг были избраны с поддержкой 51,94 % на 2015—2021 годы. Явка на выборы составила 76,76 %.
| Мандат | Мандат | Кандидаты                                 |                | Партия              | Первый тур | Первый тур     | Второй тур | Второй тур |
| Мандат | Мандат | Кандидаты                                 | Кол-во голосов | Партия              | % голосов  | Кол-во голосов | % голосов  |            |
| ------ | ------ | ----------------------------------------- | -------------- | ------------------- | ---------- | -------------- | ---------- | ---------- |
| 2015   | 2021   | Маринет Филиппи и Пьер Симеон де Буокберг |                | Беспартийные правые | 2544       | 44,98          | 3095       | 51,94      |
| 2015   | 2021   | Анжел Манфреди и Франсуа Тибери           |                | Беспартийные левые  | 2141       | 37,85          | 2864       | 48,06      |
| 2015   | 2021   | Франсуа Бенедетти и Гюлиа-Мария Паолини   |                | Беспартийные        | 971        | 17,17          |            |            |